# WOW Cargo Alliance

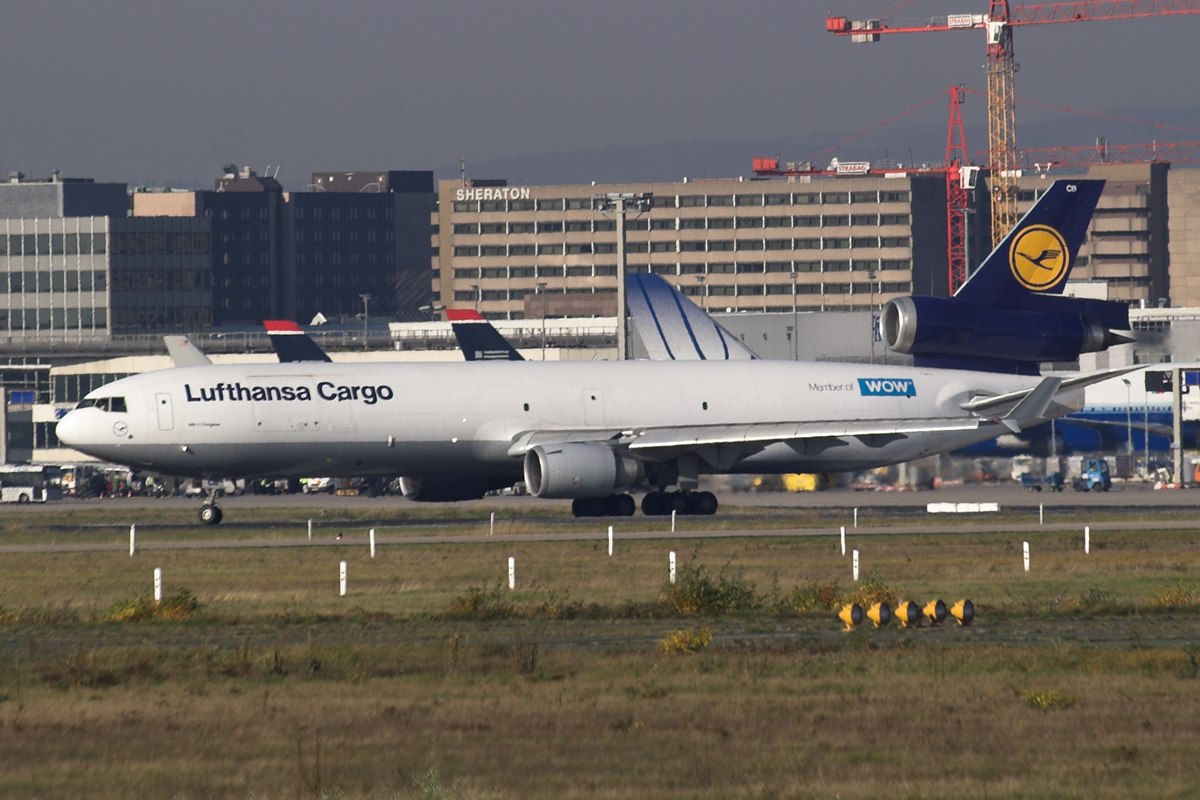
Lufthansa Cargo MD-11F

WOW Cargo Alliance é uma aliança global entre a Lufthansa Cargo (Lufthansa, a Thomas Cook, a SunExpress), a SAS Cargo Group (Scandinavian Airlines, a SAS Braathens, a  Widerøe, a Blue1, a Spanair, a Sterling Airways), a Singapore Airlines Cargo e a JAL Cargo.

## História
- 2000 Wow Alliance é fundada pela SAS Cargo Group, Lufthansa Cargo e Singapore Airlines Cargo.
- 2002 JAL Cargo junta-se ao grupo